# Cary Agos
Cary Agos é um personagem fictício da série The Good Wife, interpretado por Matt Czuchry.

## Biografia
É um jovem de vinte e poucos anos de idade recém-graduado na Universidade Harvard, que disputa com Alicia uma vaga na Stern, Lockhart & Gardner.
Ele perdeu a disputa  então  demitido, logo recebeu uma proposta do  promotor Glenn Childs  para quem  trabalha atualmente.
Sua primeira aparição foi no episódio "Pilot", em 22 de novembro de 2009.